# Somerton (Somerset)
Somerton è un paese del Somerset, in Inghilterra.